# Voivodat de Silèsia
Voivodat de Silèsia, o Província Silèsia (en polonès, województwo śląskie Plantilla:IPAc-pl), és un voivodat, o província, a la Polònia del sud, centrat sobre la regió històrica coneguda com a Alta Silèsia (Górny Śląsk), amb la capital a Katowice. Malgrat el nom, això no obstant, la meitat oriental del Voivodat de Silèsia no és la històrica Silèsia, sinó la Baixa Polònia.